# Орханийска армия
Орханийска армия е войсково съединение на Османската армия в Руско-турската война (1877 – 1878).
Орханийската армия е създадена в началото на септември 1877 г. в района на Софийското и Орханийското поле. Предназначението ѝ е да окаже помощ на обсадената в Плевен Западна османска армия. Личният състав от 25 470 офицери и войници е с недостатъчна подготовка и боен опит, не е привикнал към суровите условия на Стара планина. Командир на армията е Шефкет паша, заменен последователно от Мехмед Али паша на 22 октомври и Шакир паша на 22 ноември.
Първите действия на армията са свързани с осигуряване комуникационната линия на Западната османска армия с командир Осман паша. Руското командване ѝ противопоставя новосформирания Западен отряд с командир генерал-лейтенант Йосиф Гурко.
В началото на военните действия силите на Орханийската армия са разположени по линиите Етрополе – Правец, Новачене – Литаково, Врачеш – Арабаконашка позиция и Златишко поле – София. В резултат от битката при Правец армията е принудена да се оттегли от Орханийското поле. Реорганизирана е в 3 дивизии и се укрепва на Арабаконашката позиция. Престоят в Стара планина се отразява зле на личния състав, който намалява до 13 000 боеспособни офицери и войници.
В битката при Арабаконак армията търпи поражение и не успява да изпълни основното си предназначение. Преминаването на Стара планина от Западния руски отряд и овладяването на София през януари 1878 г. довеждат до разпадането на Орханийската армия. Отделни нейни части са включени във войсковата група с командир Сюлейман паша, която се опитва безуспешно да защити направлението Пазарджик – Пловдив – Одрин.